# Tommaso Mancini
Tommaso Mancini (Vicenza, Italia, 23 de julio de 2004) es futbolista italiano que juega de delantero en la Juventus Next Gen de la Serie C.

## Trayectoria
Creció en las juveniles del L. R. Vicenza, en 2020 debutó en la Copa de Italia ante el Pro Patria, en enero de 2021 debutó en la Serie B ante el Brescia Calcio.
En verano de 2022 fue fichado por la Juventus F. C..

## Estadísticas

### Clubes
Actualizado al último partido disputado el 3 de noviembre de 2024.
| Club                       | Div.          | Temporada     | Liga  | Liga  | Liga   | Copas nacionales | Copas nacionales | Copas nacionales | Copas internacionales | Copas internacionales | Copas internacionales | Total | Total | Total  |
| Club                       | Div.          | Temporada     | Part. | Goles | Asist. | Part.            | Goles            | Asist.           | Part.                 | Goles                 | Asist.                | Part. | Goles | Asist. |
| -------------------------- | ------------- | ------------- | ----- | ----- | ------ | ---------------- | ---------------- | ---------------- | --------------------- | --------------------- | --------------------- | ----- | ----- | ------ |
| L. R. Vicenza · Italia     | 2.ª           | 2020-21       | 5     | 0     | 0      | 1                | 0                | 0                | ―                     | ―                     | ―                     | 6     | 0     | 0      |
| L. R. Vicenza · Italia     | 2.ª           | 2021-22       | 8     | 0     | 0      | 1                | 0                | 0                | —                     | —                     | —                     | 9     | 0     | 0      |
| L. R. Vicenza · Italia     | Total club    | Total club    | 13    | 0     | 0      | 2                | 0                | 0                | 0                     | 0                     | 0                     | 15    | 0     | 0      |
| Juventus Next Gen · Italia | 3.ª           | 2022-23       | 2     | 0     | 0      | 1                | 0                | 0                | ―                     | ―                     | ―                     | 3     | 0     | 0      |
| Juventus Next Gen · Italia | 3.ª           | 2023-24       | 11    | 0     | 0      | 1                | 3                | 0                | ―                     | ―                     | ―                     | 12    | 3     | 0      |
| Juventus Next Gen · Italia | 3.ª           | 2024-25       | 6     | 0     | 1      | 1                | 0                | 0                | —                     | —                     | —                     | 7     | 0     | 1      |
| Juventus Next Gen · Italia | Total club    | Total club    | 19    | 0     | 1      | 3                | 3                | 0                | 0                     | 0                     | 0                     | 22    | 3     | 1      |
| Total carrera              | Total carrera | Total carrera | 32    | 0     | 1      | 5                | 3                | 0                | 0                     | 0                     | 0                     | 37    | 3     | 1      |